# Edith Farkas (Meteorologin)
Edith Elisabeth Farkas (* 13. Oktober 1921 in Gyula, Ungarn; † 3. Februar 1993 Wellington, Neuseeland) war eine ungarisch-neuseeländische Meteorologin und Polarforscherin. Sie erforschte mehr als 30 Jahre lang die Ausdünnung der Ozonschicht und betrat 1975 als erste Ungarin und erste Mitarbeiterin des neuseeländischen Wetterdienstes die Antarktis.

## Leben
Edit Erzsébet Farkas wurde 1921 als Tochter des Schriftstellers und Seemanns István Kőszegi-Farkas (1895–1976) geboren. Farkas absolvierte 1944 ihr Studium in Physik und Mathematik an der Katholischen Péter-Pázmány-Universität. Am Ende des Zweiten Weltkriegs flohen ihre Eltern mit den beiden Töchtern nach Österreich. Nach mehrjährigem Aufenthalt in Flüchtlingslagern gelang es der Familie 1949 nach Neuseeland zu emigrieren. Dort arbeitete Farkas zuerst als Küchenhilfe in einem Krankenhaus und dann in einer Bibliothek. Sie lernte Englisch und konnte 1952 ihr Masterstudium an der Victoria University of Wellington abschließen.
Im folgenden Jahr wurde Farkas als Meteorologin in der Forschungsabteilung des neuseeländischen Wetterdienstes New Zealand Meteorological Service (MetService) angestellt. In den 1960er Jahren wurde die Untersuchung der Ozonschicht mit dem Dobson-Spektrophotometer ein Schwerpunkt ihres Wirkens. Damals diente Ozon noch als Tracer, um die atmosphärischen Zirkulationen zu untersuchen. Sie gehörte seinerzeit zu einer noch kleinen Gruppe von Wissenschaftlern, die international in diesem Bereich tätig waren. Bei einer internationalen Tagung zur Meteorologie der Tropen in Rotorua war Farkas 1963 eine von zwei weiblichen Teilnehmern in einer Gruppe von 76 Forschern.
In späteren Jahren kamen auch Messungen der Ozonbelastung hinzu. Während eines zehntägigen Forschungsaufenthalts unternahm sie 1975 an der neuseeländischen Antarktisstation Scott Base Ozon-Messungen und untersuchte die Trübung der Atmosphäre.
Farkas veröffentlichte etwa 40 wissenschaftliche Arbeiten und Berichte.
Edith Farkas starb nach langer Krankheit am 3. Februar 1993 an Knochenkrebs. Vor ihrem Tod hatte sie noch ihre Tagebücher und Archive geordnet. Ihr Neffe Andrew Kemeny gab 2014 auf Grundlage ihrer Tagebücher aus der Zeit des Zweiten Weltkriegs das Buch The Farkas Files heraus.

## Ehrung
Farkas wurde 1986 als erste Frau mit dem Henry Hill Award des Meteorological Services ausgezeichnet.

## Schriften
- Measurements of atmospheric ozone at Wellington, New Zealand. NZMS, Wellington 1954.
- Variations of total ozone and stratospheric temperatures over high latitudes of the Southern Hemisphere. NZMS, Wellington 1970.
- Total ozone variations in New Zealand, 1951-1972. NZMS, Wellington 1973.
- Surface ozone variations in the Auckland Region. NZMS, Wellington 1979.